# Charlotta Falkman
Ulrica Charlotta Falkman, född 18 mars 1795 i Dunkers socken i Sverige, död 24 maj 1882 i Helsingfors i Finland, var en finlandssvensk författare. Hon tillhör Finlands första romanförfattare och dess första kvinnliga skönlitterära författare.
Hon var dotter till löjtnanten vid arméns flotta Isaac Otto Falkman (f. 1761, d. 1817) och Maria Elisabeth Govenia samt hade fyra bröder. Hon föddes i Sverige men växte upp och var verksam i Finland, och betraktas därför som finlandssvensk. 
Charlotta Falkman ska ha vuxit upp i Helsingfors. Hon finns bekräftad som kyrkbokförd där med sin mor från 1819 och framåt. Hon fick vad som på den tiden betecknades som en vårdad uppfostran och kunde som vuxen försörja sig som guvernant. På grund av en tilltagande dövhet tvingades hon avsluta sin verksamhet som privatlärare, och började efter en tids sömnadsarbete skriva. Hennes romaner både publicerades i finländska tidningar och utgavs i bokform. Hon tillhörde de första finländska romanförfattarna, även om hennes böcker endast gavs ut på svenska språket, och är även en av de första kvinnliga romanförfattarna i Finland. Romanerna ansågs vara av hög kvalitet på hennes tid och beskrev överklassens liv och de lägre klassernas svårigheter under hennes samtid. 
Charlotta Falkman gifte sig aldrig och fick inga barn. En samtida bekant från Helsingfors beskrev henne: "Öfver hennes härkomst låg en viss hemlighetsfullhet, och hon ansågs eller troddes här i Helsingfors härstamma från mycket höga eller möjligen allerhögsta kretsar i Sverige. Hennes samtalsspråk var äfven ej så litet tillgjordt, efter nyare tids sätt att bedöma, så att det påminte om hofkretsar." Hennes näst sista hem var som inneboende hos Otto Höijer i Helsingfors. Hon beskrevs där som bildad och det nämns att hon kunde tala franska (på den tiden en statusmarkör) och ägde eget bordssilver, en dyrbar byrå och två stora porträtt, som troddes föreställa hennes föräldrar. Till familjen Höijer överlät hon också de flesta av sina ägodelar, då hon flyttade till Hemmet för obotligt sjuka i Helsingfors, där hon bodde till sin död 1882. Hon är begravd på Sandudds begravningsplats i Helsingfors.